# San Gerónimo (Córdoba)
San Gerónimo es una comuna situada en el departamento Pocho, provincia de Córdoba, Argentina.
Se encuentra situada en el oeste de la provincia, en el Valle de Traslasierra, a aproximadamente 113 km de la Ciudad de Córdoba, sobre la ruta provincial N.º 28.
La principal actividad económica es la agricultura seguida por la ganadería.
El turismo también tiene cierta relevancia, por sus capillas y otros logares históricos.
Existe en la localidad un dispensario y un destacamento policial.

## Población
Cuenta con 183 habitantes (Indec, 2022), lo que representa un incremento del 53% frente a los 85 habitantes (Indec, 2010) del censo anterior.
| Gráfica de evolución demográfica de San Gerónimo entre 1991 y 2022 |
|                                                                    |
| Fuente: Censos nacionales del INDEC                                |

## Sismicidad
La sismicidad de la región de Córdoba es frecuente y de intensidad baja, y un silencio sísmico de terremotos medios a graves cada 30 años en áreas aleatorias. Sus últimas expresiones se produjeron:
- 22 de septiembre de 1908 (116 años), a las 17.00 UTC-3, con 6,5 Richter, escala de Mercalli VII; ubicación 30°30′0″S 64°30′0″O / -30.50000, -64.50000; profundidad: 100 km; produjo daños en Deán Funes, Cruz del Eje y Soto, provincia de Córdoba, y en el sur de las provincias de Santiago del Estero, La Rioja y Catamarca[2]

- 16 de enero de 1947 (78 años), a las 2.37 UTC-3, con una magnitud aproximadamente de 5,5 en la escala de Richter (terremoto de Córdoba de 1947)[1]

- 28 de marzo de 1955 (70 años), a las 6.20 UTC-3 con 6,9 Richter: además de la gravedad física del fenómeno se unió el desconocimiento absoluto de la población a estos eventos recurrentes (terremoto de Villa Giardino de 1955)

- 7 de septiembre de 2004 (20 años), a las 8.53 UTC-3 con 4,1 Richter

- 25 de diciembre de 2009 (15 años), a las 21.42 UTC-3 con 4,0 Richter